# Déficit d'adhésion leucocytaire
Le déficit d'adhérence des leucocytes (DAL) (LAD en anglais) est un trouble rare autosomique récessif caractérisé par un déficit immunitaire entraînant des infections récurrentes. Le LAD est actuellement divisé en trois sous-types: LAD1, LAD2 et LAD3 également appelé LAD-1/variant.  Dans le LAD3, les défauts immunitaires sont complétés par une tendance hémorragique de type thrombasthénie de Glanzmann,. 
Le LAD a été reconnu pour la première fois en tant qu’entité clinique distincte dans les années 1970. Les descriptions classiques du LAD incluaient des infections bactériennes récurrentes, des défauts d'adhésion des neutrophiles et un retard de la desquamation du cordon ombilical. Les défauts d'adhésion conduisent à une chimiotaxie déficiente des leucocytes, en particulier des neutrophiles, à une incapacité à former du pus et à une neutrophilie. 
Les personnes atteintes de DAL souffrent d'infections bactériennes à partir de la période néonatale. Les infections telles que l' omphalite du nouveau-né, la pneumonie, la gingivite et la péritonite sont courantes et mettent souvent la vie en danger en raison de l'incapacité du nourrisson à détruire correctement les agents pathogènes envahissants. Ces individus ne forment pas d'abcès car les granulocytes ne peuvent pas migrer vers les sites d' infection . 

## Cause

Le déficit d'adhérence des leucocytes a un schéma de transmission autosomique récessif.

Les types de déficit d'adhésion des leucocytes incluent LAD1, LAD2 et LAD3.  Le LAD1 est le plus courant. 
| Type          | OMIM   | Gène    |
| ------------- | ------ | ------- |
| LAD1          | 116920 | ITGB2   |
| LAD2 ou CDG2C | 266265 | SLC35C1 |
| LAD3          | 612840 | FERMT3  |

Les patients atteints de LAD1 ont un défaut moléculaire héréditaire qui entraîne une déficience de la sous-unité des intégrines β-2 également appelée CD18, qui est codée par le gène ITGB2 présent sur le chromosome 21.  Cette sous-unité est impliquée dans la formation des intégrines β-2 (LFA-1, Intégrine alphaXbeta2 et Mac-1/CR3 ) par dimérisation avec différentes sous-unités de CD11. 
Des mutations dans le gène ITGB2 entraînent une expression absente, réduite ou aberrante de la protéine CD18, provoquant un manque d'expression au sein de la membrane leucocytaire des intégrines β-2. La fonction principale de ces protéines est de permettre aux neutrophiles de sortir du flux sanguin vers les tissus infectés en adhérant à différents ligands exprimés par l'endothélium, par exemple:  ICAM-1. Chez les patients LAD-I, les neutrophiles ne peuvent pas extravaser et lutter contre les bactéries dans les tissus. La bactérie peut alors proliférer, entraînant une infection symptomatique , qui peut se propager sans entrave et causer des blessures graves aux tissus importants. 

## Diagnostic
En règle générale, le diagnostic implique plusieurs tests préliminaires de la fonction immunitaire, y compris une évaluation de base du système immunitaire humoral et du système immunitaire à médiation cellulaire. Un WBC différentiel révélera des niveaux extrêmement élevés de neutrophiles (de l'ordre de 6-10x les valeurs normales) parce qu'ils sont incapables de quitter les vaisseaux sanguins. Dans le cas du LAD-I, le diagnostic spécifique est réalisé par cytométrie en flux. Cette technique révélera une expression absente ou réduite de CD18 dans la membrane des leucocytes. Récemment, des systèmes de diagnostic prénatal ont été mis en place, permettant une détection précoce de la maladie. Le diagnostic de LAD-II inclut l’étude de différentes formes glycosylées de la protéine transferrine. En cas de LAD-III, la fonction plaquettaire est également affectée, ce qui pourrait être utilisé pour la différencier des autres types. 

## Traitement
Bien que les patients puissent recevoir une antibiothérapie intensive et même des transfusions de granulocytes par des donneurs en bonne santé, le seul traitement curatif actuel est la greffe de cellules souches hématopoïétiques. Cependant, des progrès ont été réalisés dans le domaine de la thérapie génique, un domaine de recherche actif. Des vecteurs "foamyviraux" et "lentiviraux" exprimant le gène ITGB2 humain sous le contrôle de différents promoteurs ont été développés et testés jusqu'à présent dans des modèles pré-cliniques de LAD-I (tels que des souris déficientes en CD18 et des chiens atteints de déficit d'adhérence des leucocytes canins). 

## Pronostic
Une étude de 2009 a rapporté les résultats de 36 enfants ayant reçu une greffe de cellules souches. Au moment du suivi (temps médian de 62 mois), 75% des enfants étaient encore en vie. 

## Épidémiologie
Le LAD est une maladie rare, avec une prévalence estimée à une naissance sur 100 000, sans prédilection raciale ou ethnique. Le type le plus commun est LAD1. 